# St. Andrews FC
El St. Andrews FC es un equipo de fútbol de Malta que juega en la Primera División de Malta, la segunda liga de fútbol más importante del país.

## Historia
Fue fundado en el año 1968 en la nueva ciudad urbana de St. Andrew's, en Pembroke con el nombre Luxol St. Andrews, hasta el año 1983, cuando adoptaron el nombre que tienen actualmente.
Su reconocimiento está en el sistema de formación de jugadores y es parte del Luxol SC, un club multideportivo que cual cuenta con secciones en otros deportes, los cuales no tienen tanto reconocimiento.

## Jugadores

### Altas y bajas 2017–18 (verano)
| Altas                   | Altas          | Altas            | Altas     | Altas        |
| Jugador                 | Posición       | Procedencia      | Tipo      | Costo        |
| ----------------------- | -------------- | ---------------- | --------- | ------------ |
| Matthew Calleja Cremona | Portero        | Pembroke Athleta | Traspaso. | --           |
| Innocent Tano Azian     | Delantero      | Udinese          | Traspaso. | No revelado. |
| Kyle Butler             | Centrocampista | Westerlo         | Traspaso. | --           |

| Bajas          | Bajas          | Bajas           | Bajas     | Bajas   |
| Jugador        | Posición       | Destino         | Tipo      | Costo   |
| -------------- | -------------- | --------------- | --------- | ------- |
| Dale Camilleri | Defensa        | Hamrun Spartans | Traspaso. | --      |
| Kyrian Nwoko   | Delantero      | Valletta        | Traspaso. | --      |
| Daniel Brändle | Centrocampista | Balzers         | Traspaso. | --      |
| Jake Galea     | Portero        | Hamrun Spartans | Traspaso. | €7.000. |